# Kópasker

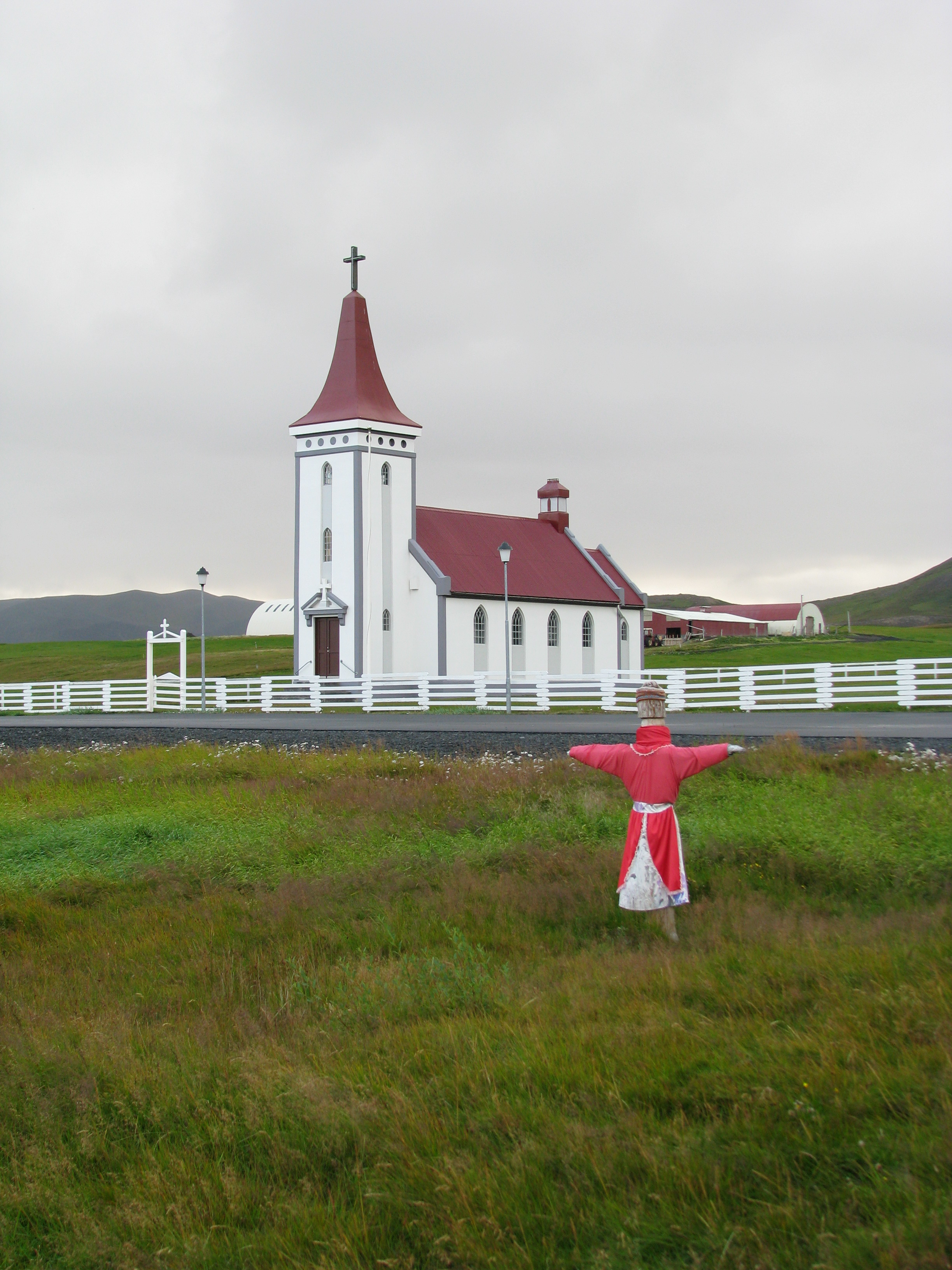
Kirche von Kópasker (Snartarstaðakirkja)

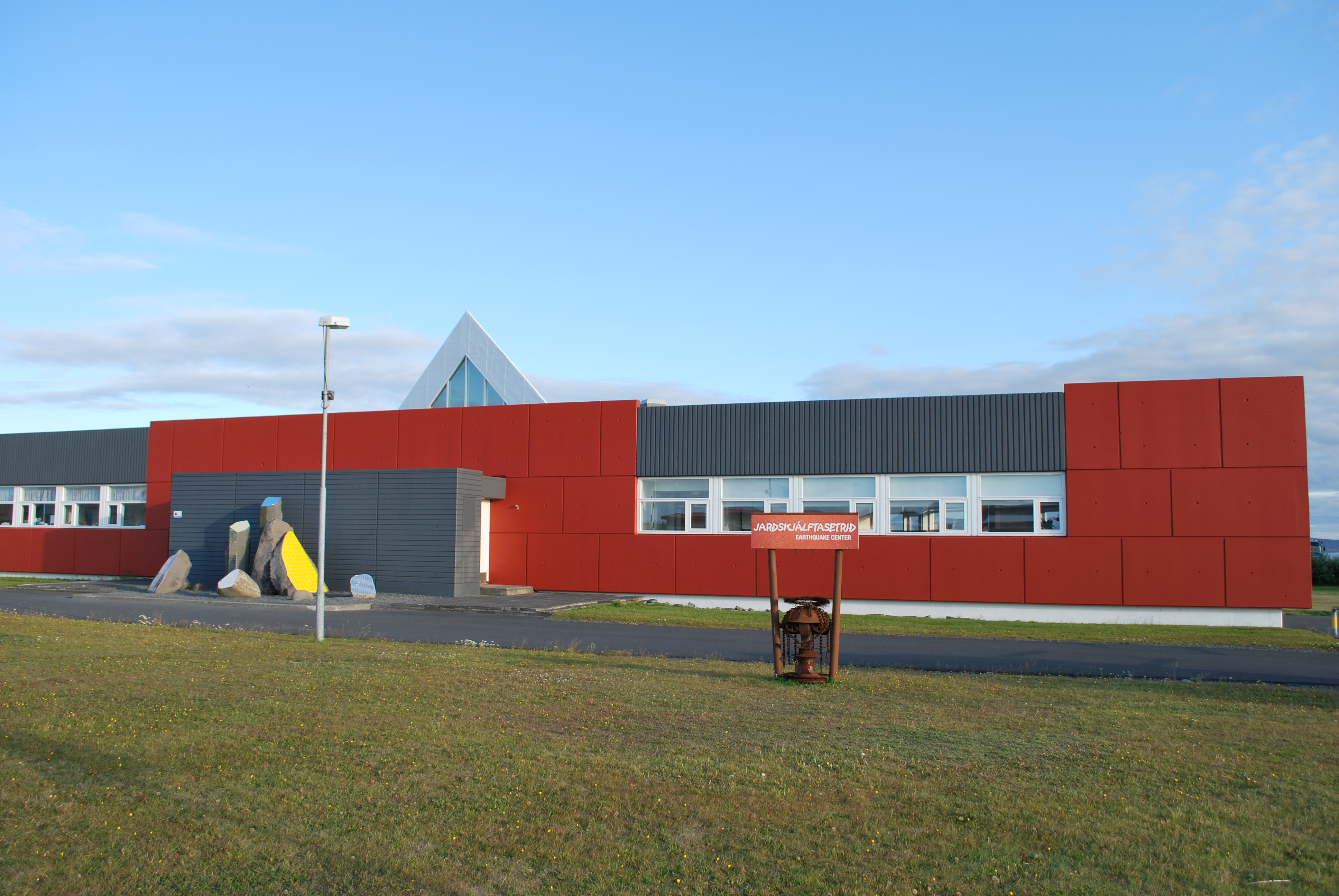
Grunnskóli von Kópasker

Kópasker ([ˈkʰouːpaˌscɛˑr], dt. „Schäre des Seehundjungen“) ist ein Ort der Gemeinde Norðurþing im  Nordosten von Island.
Wirtschaftlich ist Kópasker von Landwirtschaft und Fischerei geprägt. Am 1. Januar 2023 hatte der Ort 128 Einwohner.
Die Ortschaft wird aus dem Bohrloch Skógalón mit Thermalwasser versorgt.

## Geografie
Kópasker liegt am Öxarfjörður im Westen der Halbinsel Melrakkaslétta und damit auf geologisch aktivem Gebiet, wo sich die nordöstliche Vulkan- und Riftzone mit einer Bruchzone kreuzt. Daher wird die Gegend manchmal – zuletzt 1976 – von heftigeren Erdbeben erschüttert.
Im Ortsteil Röndin kann man Sedimentschichten mit Muscheln aus der Eiszeit finden.
Etwa 20 Kilometer nördlich von Kópasker befindet sich der teilweise erodierte Vulkan Rauðinúpur (dt. „Rote Bergspitze“).

## Geschichte
1880 entstand hier eine internationale Handelsniederlassung. Ein Dorf bildete sich an der Stelle aber erst ab etwa 1910 mit der Errichtung von Warenhäusern der Handelsgesellschaft Kaupfélag Norður-Þingeyinga.
Der nördlich des Ortes gelegene Leuchtturm Kópaskersviti wurde 1945 errichtet.
Am 13. Januar 1976 richtete ein Erdbeben der Stärke 6.2 auf der Richter-Skala, dessen Epizentrum etwa 12 km südwestlich im Öxarfjörður lag, im Ort erhebliche Schäden an, etwa an der Wasserversorgung und an den Hafenbefestigungen.
Lange Zeit war der Hafen nicht besonders gut ausgebaut, dies geschah erst nach 1989. Allerdings waren die Fischerei und Fischverarbeitung in den letzten 50 Jahren Haupteinnahmequellen des Ortes.
Der Ort dient auch als Servicezentrum für die Bauern der Umgebung mit Gesundheitszentrum, Läden und diversen Schuleinrichtungen (Kindergarten und Grunnskóli). Weiterhin im Ausbau begriffen sind die Angebote für Touristen mit diversen Gästehäusern und Restaurants.
Wie in vielen Orten außerhalb des Hauptstadtgebietes spürt man auch hier die Landflucht, der Ort hatte 1988 noch 157 Einwohner.
Bis 2006 gehörte Kópasker als Hauptort zur Landgemeinde Öxarfjörður (Öxarfjarðarhreppur), die nach Norðurþing eingemeindet wurde.

## Kultur und Sehenswürdigkeiten
Das von Guðjón Samúelsson entworfene Heimatmuseum liegt beim Bauernhof Snartastaðir in der Nähe der Bezirksbibliothek und östlich des Sees Kotatjörn. Es zeigt Werkzeuge und viele weitere alltägliche Gebrauchsgegenstände.

## Verkehr
Kópasker liegt am Kópaskersvegur  der zum Sléttuvegur  wird.
Das war der Norðausturvegur , der die Halbinsel an der Küste umrundet.
Der Ort ist 579 Kilometer von der Hauptstadt Reykjavík sowie 99 Kilometer von Húsavík entfernt.
Der Flugplatz Kópasker liegt nördlich des Ortes und wird von der isländischen Flugüberwachung Isavia betrieben.
Es gibt kein Linienflugverbindungen.
Der Handelshafen eignet sich für Hochseeschiffe.